# Championnats d'Europe de pentathlon moderne 2004
Navigation
Édition précédente Édition suivante
Les Championnats d'Europe de pentathlon moderne 2004 se sont tenus à Albena, une station balnéaire de Bulgarie.

## Podiums

### Hommes
| Épreuves    | Or                                                     | Argent                                                 | Bronze                                                   |
| ----------- | ------------------------------------------------------ | ------------------------------------------------------ | -------------------------------------------------------- |
| Individuel  | Lituanie Edvinas Krungolcas                            | Tchéquie Michal Michalík                               | France Cédric Pla                                        |
| Par équipes | Biélorussie Dmitry Melyakh Aleksandr Bysov Yegor Lappo | Tchéquie Martin Dvořák Michal Michalík Michal Sedlecký | Russie Dmitriy Galkin Rustam Sarbirkhuzin Aleksey Turkin |
| Relais      | Hongrie Ádám Marosi Ákos Kállai Sándor Fülep           | Russie Aleksey Lebedinets Pavel Sazonov Aleksey Turkin | Pologne Marcin Horbacz Maciej Kacer Andrzej Stefanek     |

### Femmes
| Épreuves    | Or                                                                    | Argent                                                | Bronze                                                                |
| ----------- | --------------------------------------------------------------------- | ----------------------------------------------------- | --------------------------------------------------------------------- |
| Individuel  | Hongrie Csilla Füri                                                   | Russie Tatyana Muratova                               | Grèce Katalin Partics                                                 |
| Par équipes | Russie Tatyana Muratova Olesya Velichko Yevdokia Grechishnikova       | Hongrie Csilla Füri Adrienn Szathmáry Vivien Máthé    | Pologne Paulina Boenisz Edyta Małoszyc Magdalena Sędziak              |
| Relais      | Russie Yevdokia Grechishnikova Aleksandra Sadovnikova Olesya Velichko | Hongrie Csilla Füri Adrienn Szathmáry Zsuzsanna Vörös | Biélorussie Tatyana Mazurkevich Anna Arkhipenko Anastasiya Samusevich |